# Canadian Junior Hockey League
La Canadian Junior A Hockey League (CJAHL) è una federazione canadese di hockey su ghiaccio di livello Junior A, nata nel novembre 1993 dalla Canada West Association of Junior 'A' Hockey, derivando dall'associazione delle leghe regionali del Paese.
Attualmente le leghe che vi competono sono dieci e sono riassunte qui sotto:
| Lega                                        | Abbreviazione | Regione                                                     | Campione 2007-08 |
| Alberta Junior Hockey League                | AJHL          | Alberta                                                     | --               |
| British Columbia Hockey League              | BCHL          | Columbia Britannica                                         | --               |
| Central Junior A Hockey League              | CJHL          | Ontario Est                                                 | --               |
| Manitoba Junior Hockey League               | MJHL          | Manitoba                                                    | --               |
| Maritime Junior A Hockey League             | MJAHL         | Nuova Scozia, Nuovo Brunswick, e Isola del Principe Edoardo | --               |
| Northern Ontario Junior Hockey League       | NOJHL         | Ontario Nordest                                             | --               |
| Ontario Provincial Junior A Hockey League   | OPJHL         | Ontario Sud                                                 | --               |
| Quebec Junior AAA Hockey League             | LHJAAAQ       | Québec                                                      | --               |
| Saskatchewan Junior Hockey League           | SJHL          | Saskatchewan                                                | --               |
| Superior International Junior Hockey League | SIJHL         | Ontario Nordovest                                           | --               |

Per determinare il campione nazionale i vincitori di ogni lega si sfidano in quattro campionati regionali: Fred Page Cup, Dudley Hewitt Cup, Anavet Cup e Doyle Cup.  The I vincitori di questi trofei e la squadra ospitante si affrontano per la conquista della Royal Bank Cup, la coppa del campione nazionale.

## Draft della National Hockey League
Le leghe della CJAHL sono state piuttosto attive nel National Hockey League Entry Draft dal suo inizio nel 1993.  In 14 drafts, 137 giocatori sono stati scelti direttamente nelle squadre della CJAHL incluse 7 scelte al primo giro. La tabella sotto riporta quanti giocatori siano stati scelti in ogni lega negli ultimi 14 anni e la media per anno. Questi numeri non includono le centinaia di giocatori che hanno preso parte alla CJAHL ma prima di essere scelti abbiano giocato anche nella Canadian Hockey League, NCAA, o United States Hockey League.
| \| Lega \| Totale \| Media \| \| ------- \| ------ \| ----- \| \| AJHL \| 25 \| 1.79 \| \| BCHL* \| 65 \| 4.64 \| \| CJHL \| 4 \| 0.29 \| \| MJAHL \| 0 \| 0 \| \| MJHL \| 3 \| 0.21 \| \| NOJHL \| 2 \| 0.14 \| \| OPJHL** \| 19 \| 1.36 \| \| QJAAAHL \| 2 \| 0.14 \| \| SIJHL \| 0 \| 0 \| \| SJHL \| 17 \| 1.21 \| \| Totale \| 137 \| 9.79 \| | Top CJAHL Picks: Kyle Turris - 2007 1st Rd - 3rd Overall ai Phoenix Coyotes (Burnaby Express BCHL) Dainius Zubrus - 1996 1st Rd - 15th Overall ai Philadelphia Flyers (Caledon Canadians MetJHL) Travis Zajac - 2004 1st Rd - 20th Overall ai New Jersey Devils (Salmon Arm Silverbacks BCHL) Riley Nash - 2007 1st Rd - 21st Overall ai Edmonton Oilers (Salmon Arm Silverbacks BCHL) Kris Chucko - 2004 1st Rd - 24th Overall ai Calgary Flames (Salmon Arm Silverbacks BCHL) Andrew Cogliano - 2005 1st Rd - 25th Overall ai Edmonton Oilers (St. Michael's Buzzers OPJHL) Brendan Smith - 2007 1st Rd - 27th Overall ai Detroit Red Wings (St. Michael's Buzzers OPJHL) Top 5 ancor prima della CJAHL: James Patrick - 1981 1st Rd - 9th Overall ai New York Rangers (Prince Albert Raiders) SJHL) Rod Brind'Amour - 1988 1st Rd - 9th Overall ai St. Louis Blues (Notre Dame Hounds SJHL) Jason Marshall - 1989 1st Rd - 9th Overall ai St. Louis Blues (Vernon Lakers BCJHL) John Van Boxmeer - 1972 1st Rd - 14th Overall ai Montreal Canadiens (Guelph CMC's SOJHL) Brent Sutter - 1980 1st Rd - 17th Overall ai New York Islanders (Red Deer Rustlers SJHL) |       |
| Lega | Totale | Media |
| AJHL | 25 | 1.79  |
| BCHL* | 65 | 4.64  |
| CJHL | 4 | 0.29  |
| MJAHL | 0 | 0     |
| MJHL | 3 | 0.21  |
| NOJHL | 2 | 0.14  |
| OPJHL** | 19 | 1.36  |
| QJAAAHL | 2 | 0.14  |
| SIJHL | 0 | 0     |
| SJHL | 17 | 1.21  |
| Totale | 137 | 9.79  |

(*) Il totale BCHL include le scelte dalla defunta Rocky Mountain Junior Hockey League
(**) Il totale OPJHL include scelte dalla defunta Metro Junior A Hockey League